# 1920-as jeruzsálemi zavargások
Az 1920-as jeruzsálemi zavargások az év április 4-e (vasárnap) és 7-e (szerda) között zajlottak.
Mózes próféta (arabul Nabi Musza) muszlim ünnepekor erőszakra felbujtott arab tömeg megtámadta a zsidó lakosságot. A brit katonai hatóságok némileg passzívan reagáltak. A zavargásoknak tíz halottja volt és csaknem 250 sebesültje.
Ezek a zavargások az első nagyobb erőszakos megnyilvánulást képezik a palesztinai arab közösség és a zsidó közösség között, annak a nacionalista konfliktusnak a keretében, amely a 21. században is tart. Az akkori események arra késztették a zsidókat, hogy megalkossák saját védelmi szervüket, a Haganát.
Vita létezik arra vonatkozóan, hogy több magas rangú brit parancsnoknak volt-e valamilyen szerepe a zavargások előidézésében. Ezeknek az lett volna a célja, hogy megerősítsék Fejszál emír, a majdani I. Fejszál iraki király helyzetét az 1920. április 19-ére tervezett San Remó-i konferencia előtt, amely a régió jövőjéről volt hivatott dönteni.

## Az események kontextusa

### A nacionalista konfliktus

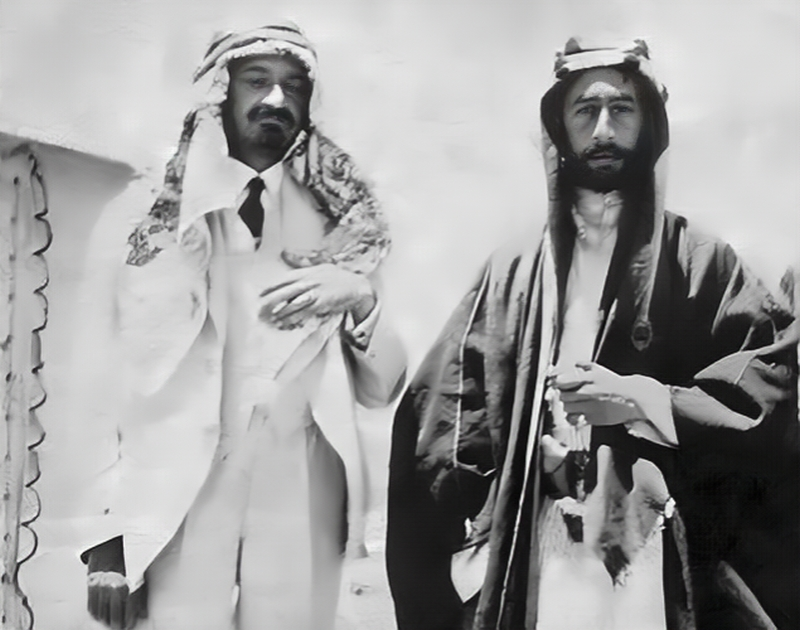
Háim Weizmann és Fejszál emír egy 1918-as találkozón

Már a 19. század vége fele óta a cionista mozgalom azért küzdött, hogy „zsidó nemzeti haza” jöjjön létre lehetőleg Palesztinában, a zsidó nép eredeti hazájában. 1917-ben a Balfour-nyilatkozat kihirdette e törekvés brit támogatását, abban az időszakban, amikor az Edmund Allenby tábornok vezette brit csapatok a régiót hódították a Török Birodalomtól. A brit kormány hozzájárulásával egy általa a palesztinai zsidók képviselőjeként elismert Cionista bizottságnak nevezett szerv foglalt székhelyet Palesztinában és elkezdett cionista igazgatást kialakítani, amely a brit katonai igazgatással párhuzamosan volt hivatott működni.
Az arabok ellene voltak a cionista mozgalomnak és a saját nemzeti céljaikat igyekeztek elérni. 1920 előtt ezek értelmében Palesztina egy Fejszál emír uralma alatt levő nagy arab királyságnak a része kellett volna legyen. Ő vezette 1916 és 1918 között az arab felkelést a Török Birodalom ellen és meghódította Szíriát. 1915-ben Henry McMahon diplomata, aki akkor Egyiptomban volt brit főbiztos, megígérte neki egy arab állam függetlenségét Közép-Keleten, ha az arabok támogatják a britek törökök elleni harcát. Palesztinában kb. 40 olyan arab szervezet volt, amely ellenezte zsidó nemzeti haza létrehozását és követelte a függetlenséget, a külföldi zsidók betelepülésének leállítását és földek általuk való vásárlásának betiltását.
A britek megpróbálták kibékíteni az ellenkező álláspontokat több találkozót szervezve Háim Weizmann, a cionista mozgalom egyik vezetője és Fejszál emír között. 1919 január 3-án ők alá is írtak egy egyezményt, amelyben Fejszál elfogadta zsidó nemzeti haza létrehozását Palesztinában azzal a feltétellel, hogy a britek ismerjenek el egy „nagy és független arab királyságot”.
Ennek a egyezménynek nem lettek következményei, és az arab nemzeti mozgalom élénkebb lett. 1919-ben az amerikai kormányzat által küldött King-Crane bizottság bejárta a Közép-Keletet azzal a céllal, hogy tudakozódjon a helyiek véleményéről az általuk kívánt állami berendezés módjáról. Ebben a helyzetben Aref al-Aref és Amin al-Huszeini arab vezetők a palesztinai arab városokat és falvakat járták, hogy az arab nemzeti törekvések támogatását hivatott tüntetéseket szervezzenek. 1919. június 6-án a Szíriai Nemzeti Kongresszus e bizottságnak „teljes és abszolút függetlenség”-ről szóló követelést nyújtott be „Nagy Szíria” számára, amely magában foglalta volna Szíriát, Libanont és Palesztinát, beleértve Transzjordániát is. Ugyanakkor visszautasította „egy zsidó commonwealth megalakítására vonatkozó cionista követeléseket”. Franciaország és az Egyesült Királyság még 1916-ban megkötötte titokban a Sykes–Picot-egyezményt, amely szerint Szíria és Libanon Franciaország ellenőrzése alatt lesz, és visszautasították a kongresszus kérését.
1919 végén a brit hadsereg kivonult Damaszkuszból, magukra hagyva Fejszál csapatait a francia csapatokkal szemben.

### A brit igazgatás
A törökök legyőzése után Palesztina területének igazgatását a brit hadsereg látta el. Berkeiben a cionizmus, a zsidók és a Cionista bizottság tekintetében nem volt egység. A legmagasabb rangú tisztek általában az utóbbi tervei ellen voltak, mert konfliktusok forrását látták bennük és igazságtalanságot az arabokkal szemben, de jó viszonyuk volt a bizottsággal, mint Allenby tábornok esetében. Egyéb tisztek, például Ronald Storrs ezredes, Jeruzsálem kormányzója, vagy Louis Bols tábornok inkább egyetértettek a cionista tervekkel, de nézeteltéréseik fordultak elő vele mindennapi kérdésekben. Több tiszt nyíltan antiszemita és cionistaellenes volt.

### Az erőszak felélénkülése

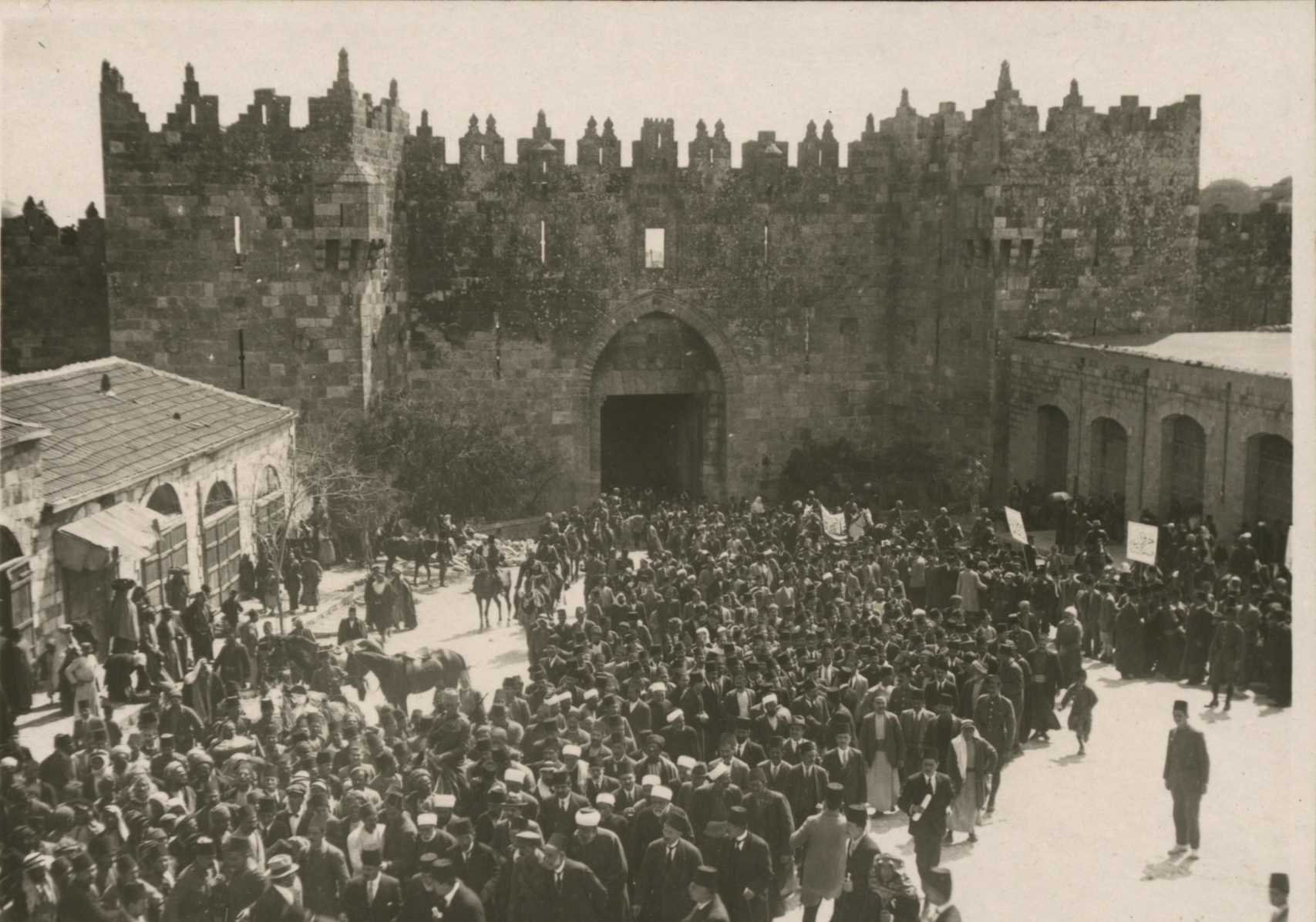
Cionistaellenes tüntetés a jeruzsálemi Damaszkuszi kapunál 1920 március 8-án

1919-ben több konferencián vitatták meg az arabok cionizmus elleni harcának a megszervezését. A tél folyamán az arab vezetők tüntetéseket szerveztek több ezer résztvevővel Nagy Szíria függetlenségéért. Ezeket jóváhagyták a brit hatóságok, és általában békések voltak.
Galilea északi részét gyakorlatilag nem ellenőrizték sem a britek, sem a franciák. Itt arab falvak voltak és négy zsidó település. 1919 decemberében arabok megöltek egy Tel Hai településen lakó zsidót, majd 1920 februárjában még egyet.
Március 1-én Tel Hait erős támadás érte, de ellenállt. Több arab esett el és néhány zsidó, köztük parancsnokuk, Joszef Trumpeldor, aki később híres lett mint izraeli nemzeti hős. Mégis a négy települést felszámolták ott, mert nem volt esélyük tovább ellenállni. Az ottani harcok mindenféle híresztelésekre adtak okot. Például az arab Jeruzsálemben az terjedt, hogy 1600 zsidót öltek meg.
Néhány nappal azután, annak ellenére, hogy az arab lakosság cionizmusellenessége egyre növekedett, Louis Bols tábornok azt jelentette ki egy arab újságnak, hogy a brit kormány alkalmazni fogja a Balfour-nyilatkozatot. Március 7-én Damaszkuszban a Szíriai Nemzeti Kongresszus Fejszál emírt Nagy Szíria királyának kiáltotta ki, amely elméletileg Palesztinát is magában foglalta. Háim Weizmann az eseményekben brit tisztek által a cionisták ellen szervezett összeesküvés eredményét látta.
Március 7-én és 8-án tüntetések voltak Palesztina mindegyik városában, a boltokat bezárták, és több zsidót agresszió ért. Olyan jelszavak voltak olvashatók, mint „Halál a zsidókra”, meg „Palesztina a mi földünk, és a zsidók kutyáink!”.
Március 12-én, Zeev Zsabotyinszkij, egyike a cionista vezetőknek figyelmeztette Háim Weizmannt, hogy „egyik napról a másikra pogrom keletkezhet”.

### Zsabotyinszkij csoportja

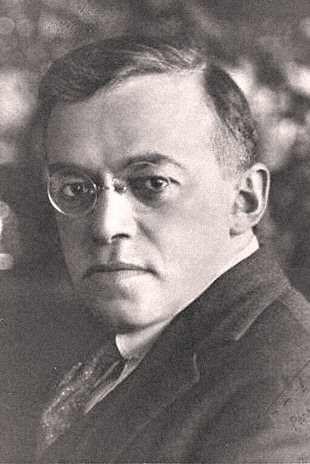
Zeev Zsabotyinszkij

Zsabotyinszkijnak nagy része volt annak a Zsidó légiónak a megszervezésében, amely a britek oldalán vett részt a háborúban. 1919 őszén a légiót felszámolták, és azután Zsabotyinszkij védelmi csoportot kezdett szervezni a jeruzsálemi Makkabi sportklub keretében. Ennek 200-500 tagja volt, akik nem valódi fegyverekkel gyakorlatoztak. Benny Morris izraeli történész szerint nyíltan tették és masíroztak is, hogy reakciót váltsanak ki a brit hatóságok részéről. A Cionista bizottság értesítette ezeket a csoport létezéséről, és kérte őket, hogy fegyverekkel lássa el, amit a britek visszautasítottak. Mégis a csoport rejtegetett valamennyi fegyvert: ötven puskát, pisztolyokat és gránátokat, amelyeket főleg a Zsidó légió amerikai zászlóaljának volt katonái hagytak meg nekik.
Neil Caplan kanadai történész „Zsabotyinszkij hadseregé”-ről ír és azt állítja, hogy ez meg akarta mutatni erejét az araboknak főleg március 27-én, amikor az Olajfák hegyén gyakorlatozott, majd Jeruzsálem utcáin masírozott.

### Mózes próféta ünnepe

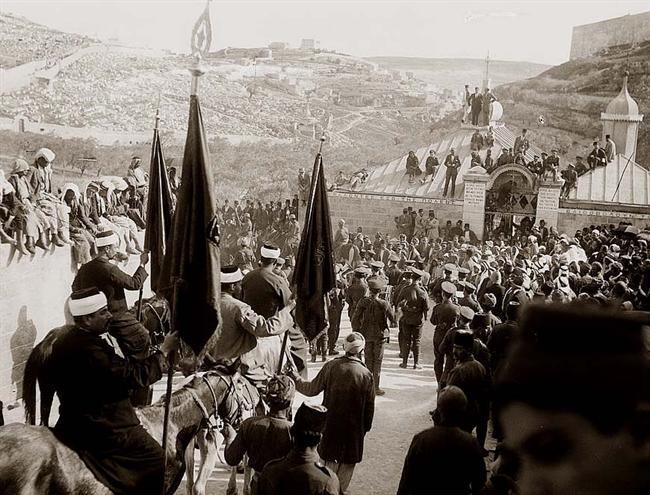
Mózes próféta ünnepe 1920 áprilisának elején

A hagyomány szerint ezt a minden évben megtartott ünnepet Szaladin egyiptomi szultán (1138–1193) kezdeményezte volna a húsvét idejére, amikor sok keresztény gyűlt össze Jeruzsálemben. Azért tette volna, hogy ne tűnjön úgy, hogy az iszlám engedi „a keresztényeket elárasztani a várost”. Az ünnep alkalmából több tízezer palesztinai és szomszédos országokból jövő muszlim indult el Jerikó közeléből, Mózes feltételezett sírjától, és Jeruzsálembe vonult.
A török uralom alatt az ünnepkor a hatóságok szokásosan ágyút helyeztek el az Oroszlánok kapujánál és több ezer katonával és rendőrrel bistosították a rendet. 1919-ben is békésen zajlott az ünnep, mivel a cionistaellenes erőszakot „drákói” katonai intézkedésekkel előzték meg.
1920-ban az április elején megtartandó ünnep előtt a Cionista bizottság többször figyelmeztette a brit hatóságokat a Jeruzsálemben tapasztalható feszültségről. Bols és Allenby tábornokok azt bizonygatták, hogy készen állnak minden eshetőségre. Roland Storrs kormányzó is azt állította, hogy megtesznek minden intézkedést annak érdekében, hogy az ünnep ne torkoljon zavargásokba. Csakhogy csupán 188 emberrel rendelkezett. Többségükben indiaiak voltak, és csak nyolc tisztjük volt.

## Az események

### A zavargások

#### Április 4-e, vasárnap

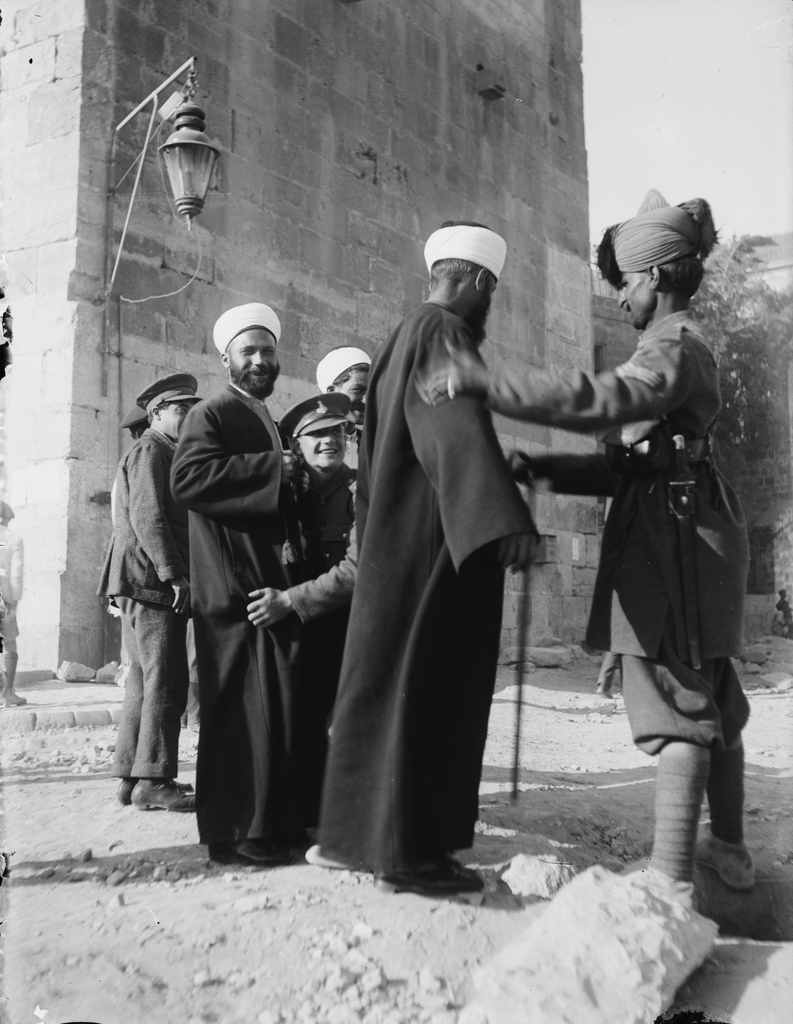
Arab civilek (itt vallási személyek) ellenőrzése az események idején

Azon a napon 70 000 körüli tömeg gyűlik össze a város központi terén zászlókkal. A zaj miatt az Arab klub erkélyén tartózkodó vezetők nem tudják elmondani a beszédeiket. Viszont a városházánál Jeruzsálem polgármestere, Musza al-Huszeini harcra buzdítja a tömeget Palesztináért. Aref al-Aref újságíró és aktivista lóháton ülve ezt hangoztatja: „Ha nem használunk erőszakot a cionisták és a zsidók ellen, akkor nem végzünk velük soha!” A hallgatói Fejszál képével a kezükben függetlenséget követelnek. Amin al-Huszeini, a jeruzsálemi mufti testvére, és akkor még egyszerű aktivista is erőszakra buzdítja a tömeget.
Közben az óváros falától nyugatra, a Jaffai úton megtörténnek az első erőszakos cselekmények, majd a tömeg a zsidó negyedbe vonul. 9 óra 30 perc felé arabok csoportjai járják a negyed utcáit boltokat és járókelőket támadva meg. Khalil Szakakini palesztin író és politikus önéletrajzában leírott tanúsága szerint, amelyet gyakran idéznek történészek,

„kitört az erőszak, az emberek elkezdtek minden irányba futni és köveket dobálni zsidókra. Zárták a boltokat, és sikítások hallatszottak. [...] Láttam egy poros és véres ruhájú cionista katonát. [...] Azután láttam egy hebroni lakost, amint egy zsidó cipőpucoló gyerekhez közeledett, aki egy zsák mögé menekült a fal egyik sarkába nem messze a Jaffai kaputól; elvette a ládikóját és fejbevágta vele. A gyerek sikított és futni kezdett véres fejjel, majd a támadó elhagyta és visszatért a tömegbe. [...] A forrongás elérte a csúcsát. Mind azt kiabálták, hogy ’Mohamed vallása karddal született’. [...] az emberiség bolondsága undorít és a lelkemet szaggatja.”

Az óváros rendjével megbízott arab rendőrök nem lépnek közbe vagy részt vesznek az erőszakos cselekményekben. Mégis egyes zsidók menedéket találnak arab szomszédjaiknál.
Storrs kormányzó hivatalában van, amikor értesül a Jaffai kapu környékén történő eseményekről. A brit főhadiszállásra siet, ahova Bols tábornok sürgős összejövetelt hívott össze. Ugyanakkor a „rendkívül ideges és dühös” Háim Weizmann is odaér és a rend helyreállítását követeli. A britek nem sokat tudnak tenni, mivel nem rendelkeznek elég emberrel.
Dél felé Zsabotyinszkij Storrsszal találkozik az utcán. Személyesen ismerik egymást, és Storrs tiszteli a másikat. Zsabotyinszkij engedélyt kér védelmi csoportja alkalmazására, de a kormányzó visszautasítja ezt. Azt parancsolja neki, hogy adja oda a nála levő fegyvereket, és hogy adja át a csoportja elrejtett fegyvereit, mert ha nem teszi, akkor megparancsolja a letartóztatását. Mégis a délután folyamán megbeszélik egy zsidó felügyelő csoport felállítását, amelyben 200 önkéntes segítené a rendőrséget. Viszont amikor ezeket éppen felszerelik, egy parancs leállítja a műveletet és az önkénteseket elküldik.
Ennek ellenére több zsidó csoport járőrözik Nyugat-Jeruzsálem falain kívül. Egyesek botokkal és vasrudakkal felszerelkezve megpróbálnak bejutni az óvárosba, de brit katonák megállítják őket.
Az éjjel folyamán többször tíz arabot letartóztatnak, de másnap elengedik őket azzal, hogy imán vehessenek részt.

#### Április 5-e, hétfő

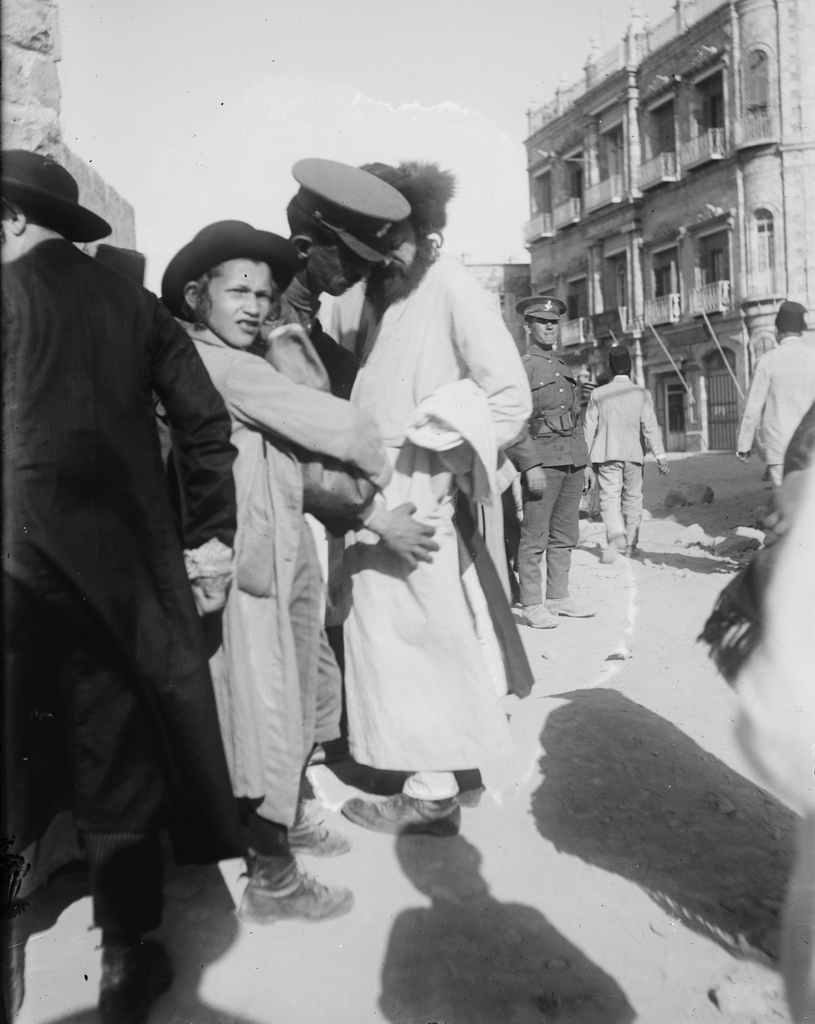
Zsidó civilek (itt egy rabbi is) ellenőrzése az események idején

A zavargások újrakezdődnek. Az óvárosba bejutni próbáló zsidó védelmi csoportokat újból nem engedik ezt tenni. Erőszakos arabok tovább támadnak zsidókra és lakásaikat fosztogatják. Tom Segev izraeli történész olyan arabokat említ meg, akik megtámadnak egy jesivát (vallási felsőoktatási intézetet) és széttépik az ott talált Tóra-tekercseket, majd az utcán megszúrnak két ott levő embert.
Az óvárost lezárják, nem lehet se ki- se bemenni. Végül este felé statáriumot hirdetnek, és Storrs indiai alegységet küld ki, hogy oszlassa szét az arabokat. Éjszaka „megmagyarázhatatlan módon” visszavonja az alegységet.

#### Április 6-a, kedd
A zavargások folytatódnak, de erejük csökken. Mégis akkor történik, hogy erőszakos arabok behatolnak egy, már az előző napokban ostromolt házba, megverik a lakosait, súlyosan megsebesítik a családfőt és megerőszakolják a két lányát.
Zsabotyinszkij ápolóknak öltözött és felfegyverkezett két emberének (Benny Morris szerint két csoportjának) sikerül bejutnia a cselekmények színhelyére. Védekezést szerveznek azt tanácsolva a lakosoknak, hogy forró vizet öntsenek a támadókra, és közreműködnek kb. 300 ember kimentésében.
Az óvároson kívül rövid lövöldözés van Zsabotyinszkij emberei és két zsidó negyed között táborozó romák között.
Brit katonákat küldenek a zsidók fegyvereit elkobozni. Nem találnak Weizmannál, de Zsabotyinszkijnél felfedeznek három puskát, két revolvert és 250 töltényt. Letartóztatnak 19 zsidót, de Zsabotyinszkijt nem. Ez azt kéri, hogy tartóztassák le őt is, de a britek nem teszik. A következő órákban mégis letartóztatják, elengedik, majd újra letartóztatják.
Április 7-én a rend helyreáll.

### Az események mérlege

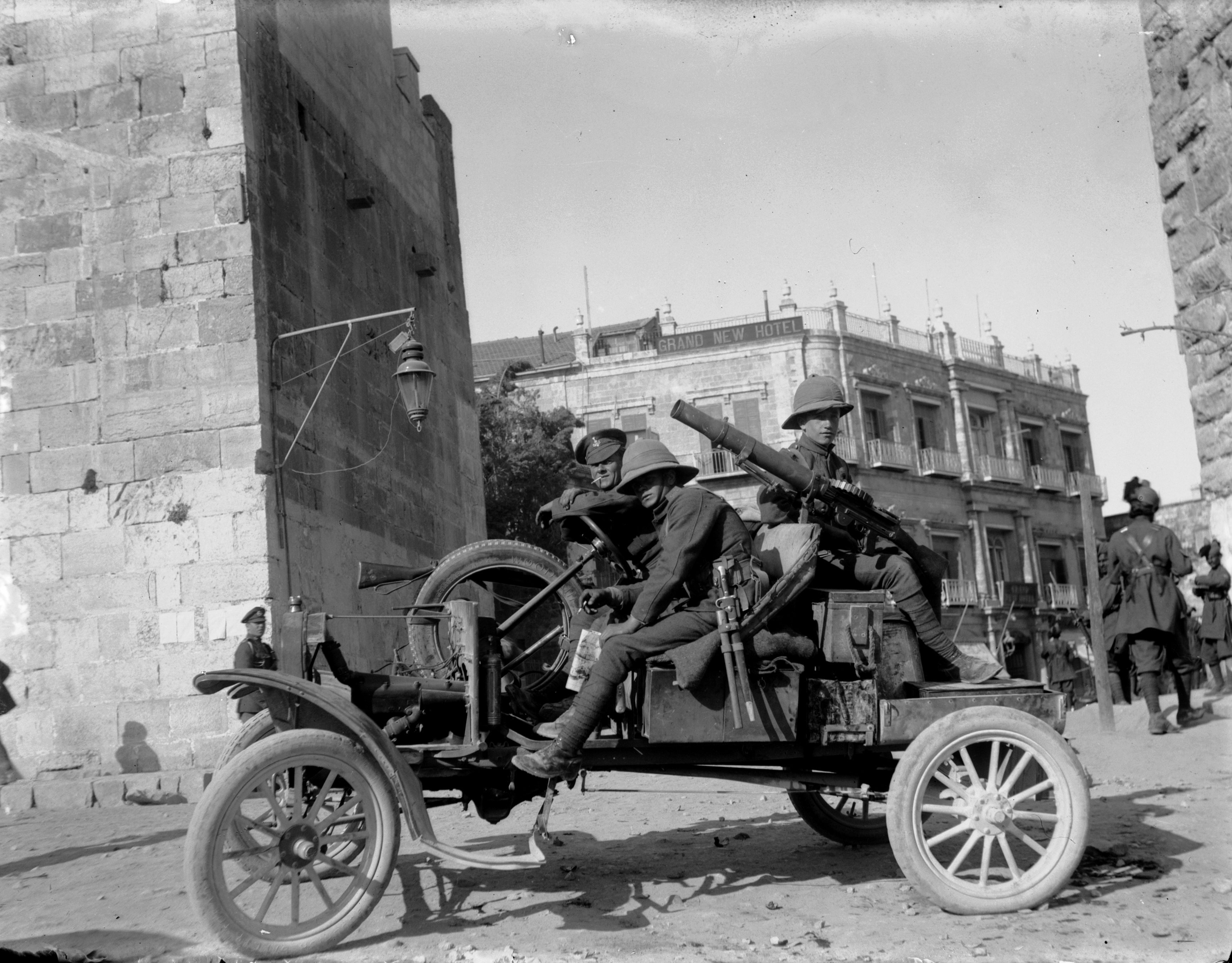
Golyószórós brit katonák a Jaffai kapunál április 8-án

A zavargásokban a zsidók sorából öt halott és 216 sebesült volt, köztük 18 súlyos állapotban; arab oldalon négy halott és 23 sebesült, köztük egy súlyosan. Két zsidó nőt megerőszakoltak. Hét brit katona sebesült meg. Sok anyagi kár volt, köztük több lerombolt zsinagóga. Henry Laurens francia történész kihangsúlyozza, hogy „a zsidó áldozatok többsége cionizmusellenes vallásos ember volt, olyan eszme mártírjai, amellyel nem is értettek egyet”.
Benny Morris megemlíti azt is, hogy egy, „a brit hadseregben szolgáló pilótát, aki véletlenül volt ott [...] botütésekkel öltek meg”, de ez nem jelenik meg más történészek mérlegében. Ez a történész azt is kihangsúlyozza, hogy egyetlen zsidót sem öltek meg azokban a nyugat-jeruzsálemi negyedekben, ahol Zsabotyinszkij emberei járőröztek.

### Az első reakciók
Április 6-án az arab vezetők beadványt intéztek Bols tábornokhoz, amelyben fiatal cionistákat vádoltak meg az események okozóiként, azt állítva, hogy muszlim vallási méltóságokat „átkoztak és káromoltak”, valamint hogy muszlimokat és keresztényeket „mészároltak le”, köztük nőket és gyerekeket. Megnyugtatásuk céljából a brit katonai hatóságok leállították a zsidók bevándorlását és házkutatásokat tartottak cionisták lakásaiban és irodáiban, köztük Háim Weizmannéban és Zsabotyinszkijében.
Az idegen sajtó azonnal közölt híreket az eseményekről, de ezeket cenzúrázták a katonák. Csak április 13-án vagy 14-én oldották fel a cenzúrát, és megjelent az első zsidó változata az események leírásának az Egyesült Államokban és Nagy Britanniában, valamint egy arab változata, amelyben a zsidókra hárították a felelősséget.

### Büntetések
Aref al-Arefet és Amin al-Huszeinit tíz év börtönre ítélték erőszakra való felbujtásért, de távollétükben, mivel Szíriába vagy Transzjordániába menekültek mielőtt letartóztathatták volna őket. A kormányzó lemondatta a polgármestert és Ragib al-Nasasibit nevezte ki helyette. Ez fontos tagja volt egy, a Huszeini családdal ellenséges családnak.
Zsabotyinszkijt lőfegyverek törvénytelen tartásával és a közrend megzavarásával vádolták meg. Storrst is beidézdék a vád tanújaként, de azt jelentette ki, „nem emlékszik”, hogy hallott volna a vádlott „védelmi csoportjá”-ról. Végül 15 év börtönre ítélték. Egyiptomba vitték, de alig értek oda, visszavitték Palesztinába az akkói börtönbe.
Letartóztattak még kb. 200 személyt. Egy megerőszakolással vádolt arabot 15 év börtönre ítéltek. A vádlottak között 39 Zsabotyinszkij csoportjához tartozó ember is volt. 19-et ítéltek el három év börtönre. A legtöbb arab vádlottat egyhe büntetésekre ítélték.
A zsidók és főleg Zsabotyinszkij elítélése élénk tiltakozásokat váltott ki Palesztinában, valamint a brit sajtóban és parlamentben. Walter Norris Congreve, az egyiptomi brit csapatok parancsnoka egy évre csökkentette le Zsabotyinszkij ítéletét és hat hónapra a többi elítélt zsidóét. A zsidók nem elégedtek meg ezzel az intézkedéssel. Nagy tüntetést tartottak Tel-Avivban, és néhány száz vallásos személy, köztük Abraham Isaac Kook, később Palesztina főrabbija megszakították a Peszah ünneplését és Zsabotyinszkij kiszabadítása érdekében írtak alá petíciót. Arra is volt terv, hogy megtámadják az akkói börtönt. Winston Churchill, akkoriban gyarmatügyi államtitkár megígérte, hogy Herbert Samuel, Palesztina újonnan kinevezett főbiztosa fogja kiszabadítani. Július 8-án, néhány nappal Palesztinába érkezése után, Herbert Samuel általános amnesztiát hirdetett ki.

### A felelősségek megállapítása
Májusban a britek bizottságot neveztek ki Philip Palin tábornok vezetésével a zavargások kivizsgálására. Ebben volt még egy tábornok, egy ezredes és egy jogász. 152 tanút hallgattak meg.
Ronald Storrs azzal válaszolt a bizottság előtt ennek bírálataira, hogy meg kell érteni az óvárosi körülményeket, ahol a szűk utcácskákban és a lépcsőkön nem közlekedhetnek sem járművek, sem lovak, és ahol le lehet mészárolni egy egész családot 100 lépésre a legközelebbi rendőrőrstől anélkül, hogy a rendőrök megtudják. Azzal is érvelt, hogy gyenge erőkkel rendelkezett, nem megfelelően kiképzett és tapasztalatlan, többségében indiai személyzettel.
A Palin-bizottság egyik következtetése az volt, hogy Storrs „túlzott bizalom”-ért felelős, azzal, hogy elégnek ítélte meg a rendőrség jelenlétét az ünnep alatti rend fenntartására, ahogy az egy évvel azelőtt volt. A bizottság szigorúan bírálta mint „nagy hibá”-t a rendőrök visszavonását április 5-én.
A bizottság megállapította az arabok felelősségét is és bírálta a hatóságokat azért, mert eleinte a zsidókat tartották felelőseknek.
A bizottság jelentésében az a következtetés is állt, hogy minden kétség kívül az összes gond eredete a Balfour-nyilatkozat. Ugyanakkor úgy ítélte meg, hogy a mérsékelt Háim Weizmann elveszítette az ellenőrzést a cionista mozgalom felett, amely szélsőséges elemek vezetése alá került.
Benny Morris, akárcsak a bizottság, nem Storrs felelősségét hangsúlyozza ki, hanem azt, hogy a bizottság szerint „az összes elem arra mutat, hogy ezek a támadások gyávák és alattomosak voltak, főleg öregeket, nőket és gyerekeket vettek célba, gyakran hátulról”.
Tom Segev általában bírálóan ítéli meg a Palin-jelentést. Úgy véli, hogy túl engedékeny a kormányzóval szemben, hogy nem volt szó ennek részéről „túlzott bizalom”-ról, hanem „arroganciá”-ról és „bűnös gondatlanság”-ról. A történész kihangsúlyozza a jelentés összefüggéstelenségeit is, például azt, hogy Zsabotyinszkijt a bolsevizmussal asszociálja, miközben a történész szerint az „vadul szocializmus ellenes” volt. Azt is kifogásolja, hogy a jelentés több mint fele Palesztina történetéről való bevezetés az ókortól kezdve. „Oktalan dokumentum”-nak tartja és aláhúzza, hogy ki sem adták.

## Nézeteltérések az eseményekről
Az eseményeket különböző képen mutatják be különböző források.
Egyes történészek zavargásoknak nevezik az eseményeket, mások pogromról szólnak. Benny Morris árnyalja a jellemzésüket azt írva, hogy „a három napon át tartó zavargások egyszerűen pogromra emlékeztetnek”. Rashid Khalidi palesztin származású amerikai történész ugyanarra a szintre helyezi az arabok és a cionisták felelősségét, akik „összetűztek Mózes próféta muszlim ünnepének napján”, és kétségbe vonja Amin al-Huszeini felelősségét.
A brit hatóságok csak „kataklizmikus” jelenségként prezentálták a zavargásokat.

### Pogromról volt-e szó?
Az események idején a cionista vezetők pogromként ítélték meg ezeket, beleértve ebbe az elnevezésbe vezetőtől függően a brit hatóságok kisebb vagy nagyobb fokú összejátszását az erőszakos arabokkal.
Tom Segev beszámol arról a párbeszédről, amely akkor zajlott le, amikor Storrs elment Menáhem Usziskinhoz, a Cionista bizottság elnökéhez, hogy kifejezze sajnálatát a „tragédia” miatt. Az utobbi azt válaszolta, hogy nem tragédiáról van szó, hanem pogromról, amivel a kormányzó nem értett egyet, mert „ő úgy tudja [...] hogy a pogrom a hatóságok égisze alatt történő zsidóellenes támadás”. Erre Usziskin azt magyarázta neki, hogy ő „pogromszakértő”, és az ő szempontjából nincs semmi különbség a jeruzsálemi zavargások és a kisinyovi pogromok között. Hozzátette, hogy elkeseríti „az árulás”, azt is mondva, hogy „a történelem emlékezni fog arra, hogy a pogrom Ronald Storrs szolgálata alatt történt.
Feleségének küldött egyik levelében Háim Weizmann azt írta, hogy „ha talán nem igaz, hogy az angolok rendezték a pogromot, kétség kívül passzív szerepet játszottak benne.”
Richard Meinertzhagen ezredes, aki a zavargások idején Allenby tábornok hírszerzési egységének a parancsnoka volt Kairóban, ezt írta 1959-ben kiadott naplójában:

„1920 húsvétja idején zsidóellenes zavargások zajlottak Jeruzsálemben. A vallási ceremóniák politikai színezetet kaptak. Több figyelmeztetést kaptam arról, hogy zavargások történhetnek, és értesítettem Bols tábornokot és Waters-Taylort. Arról is voltak világos bizonyítékaim, hogy Hadzs Amin al-Huszeini (aki később Jeruzsálem muftija lett) bujtogattja az arabokat Jeruzsálemben... Úgy véltem, hogy ezek az események egy pogrom pontos mása voltak kicsiben.”

Az események leírásában Benny Morris megemlíti, hogy Ronald Storrs háza előtt elhaladva a tömeg, „sejtve az [ott] uralkodó hangulatot”, azt kiabálta, hogy Al-Dawla ma'ana (’A kormány velünk van’). Azt is kihangsúlyozza, hogy több zsinagógát leromboltak a zavargások alatt.
Tom Segev idézi két zsidó tanúságtételét, akik a zavargások alatt az óvárosban „tollfelhő”-ben találták magukat, amikor arabok áldozataik párnáit és paplanait tépték szét, ami „jól ismert jele” volt annak, hogy pogrom zajlik. Egy rabbi tanúságtételét is idézi, akinél Tóra-tekercseket téptek szét.
Letartóztatott és börtönre ítélt zsidók úgy nyilatkoztak, hogy „az a mód, amellyel a britek a zavargókat és a védekezőket kezelik semmiben sem különbözik az oroszok pogromok alatti hozzáállásától”.

### A britek hozzáállása
Vita tárgya több brit tiszt szerepe, akik kedveztek volna a Mózes próféta ünnepe alatti zavargásoknak, sőt felbujtottak volna rájuk. Ilyen vádakról számol be a legtöbb történész, akik Meinertzhagen ezredesre hivatkoznak. A zavargásokat azzal a céllal rendezték volna meg, hogy Fejszál emír és az arabok törekvéseinek irányában befolyásolják a közelgő San Remóban tartandó konferenciát.
Több brit tiszt Nagy Britannia politikájával ellentétben az arab ügy oldalán állt. Benny Morris megemlíti, hogy 1920 január 5-én Bertie Harry Waters-Taylor ezredes, Allenby tábornok vezérkarának főnöke arra bátorította Fejszált, hogy egy „egész Szíriá”-t követeljen, és hogy márciusban Bols tábornok azt tanácsolta Londonnak, hogy ismerje el a király szuverenitását.
Meinertzhagen szerint az ünnep előtti szerdán Waters-Taylor kapcsolatba lépett Amin al-Huszeinivel, azt mondva neki, hogy „nagy alkalom van megmutatni a világnak, hogy a palesztinai arabok nem fognak eltűrni zsidó uralmat Palesztinában; hogy a cionizmus népszerűtlen nemcsak az igazgatás körében [...], hanem Whitehallban is; hogy ha elégséges erőszakú zavargások történnek húsvétkor Jeruzsálemben, akkor úgy Bols tábornok, mint Allenby tábornok arra az álláspontra fognak helyezkedni, hogy mondjanak le a zsidó haza tervéről”.
Az események nyomán a Cionista bizottság is összejátszással gyanúsította a briteket az arabokkal és a zavargások megszervezésére utaló elemeket vélt felfedezni. Például azt állította, hogy a keresztény kereskedők előre keresztekkel jelölték meg boltjaikat, hogy megkülönböztethetők legyenek a zsidók boltjaitól. Ronald Storrst azzal vádolták, hogy a feszültség zsarátnokát szította a brit „oszd meg és uralkodj” módszer szerint”.
Amikor április 14-én Meinertzhagen jelentette információit a külügyminisztériumnak és megvádolta Allenbyt, hogy nem tartja tiszteletben a brit kormány palesztinai politikáját, kitört a botrány. Allenby lemondással fenyegetőzött, Meinertzhagennek pedig el kellett hagynia posztját. Annak a sokknak a nyomán, amelyet Meinertzhagen jelentése keltett, London elhatározta, hogy polgári igazgatással helyettesíti a katonait, és Waters-Taylor ezredest és Bols tábornokot visszahívta palesztinai posztjukból.
Tom Segev nincs meggyőződve Meinertzhagen őszinteségéről. Arra mutat rá, hogy oka volt felelőssé tenni kollégáit a zavargásokért, mivel néhány nappal az események előtt azt írta a külügyminisztériumnak, hogy nem lát előre semmiféle azonnali zavargást Palesztinában. A történész úgy véli, hogy az események leírása az 1959-ben publikált naplóban „kétséges forrás ilyen súlyos vádakról”. Mégis arra a következtetésre jut, hogy ezek a vádak általános nézetet képviseltek az események után. Ezzel ellentétben Benny Morris nem vonja kétségbe Meinertzhagen változatát, Samuel Katz izraeli történész pedig az események bemutatásának középpontjává teszi.

## A zavargások következményei
A Mózes próféta ünnepe alatti zavargásoknak számos közvetlen és közvetett következménye volt Palesztina jövőjére, a zsidó–arab viszonyra, valamint a kor több szereplőjére.

### A San Remói konferencia
Howard Sachar amerikai történész szerint a zavargások felbujtóinak „világos [politikai] célja” az volt, hogy befolyásolják a antanthatalmakat a San Remói konferencián, amikor a Nemzetek Szövetségének több tagja dönteni fog a Török Birodalom azon volt területéről, amelyhez a Fejszál emír által követelt Szíria, Libanon és Palesztina tartozott.
A zavargásoknak nem volt semmiféle kedvező befolyása az arabok számára. A konferencián elfogadott határozat megerősítette a Balfour-nyilatkozatot a „zsidó nemzeti haza” megalapításáról Palesztinában. Ezen felül a konferencián Herbert Samuelt, egy zsidó származású és cionista érzelmű politikust jelöltek ki a majdani Palesztina feletti brit mandátum főbiztosának.

### A katonai igazgatás vége

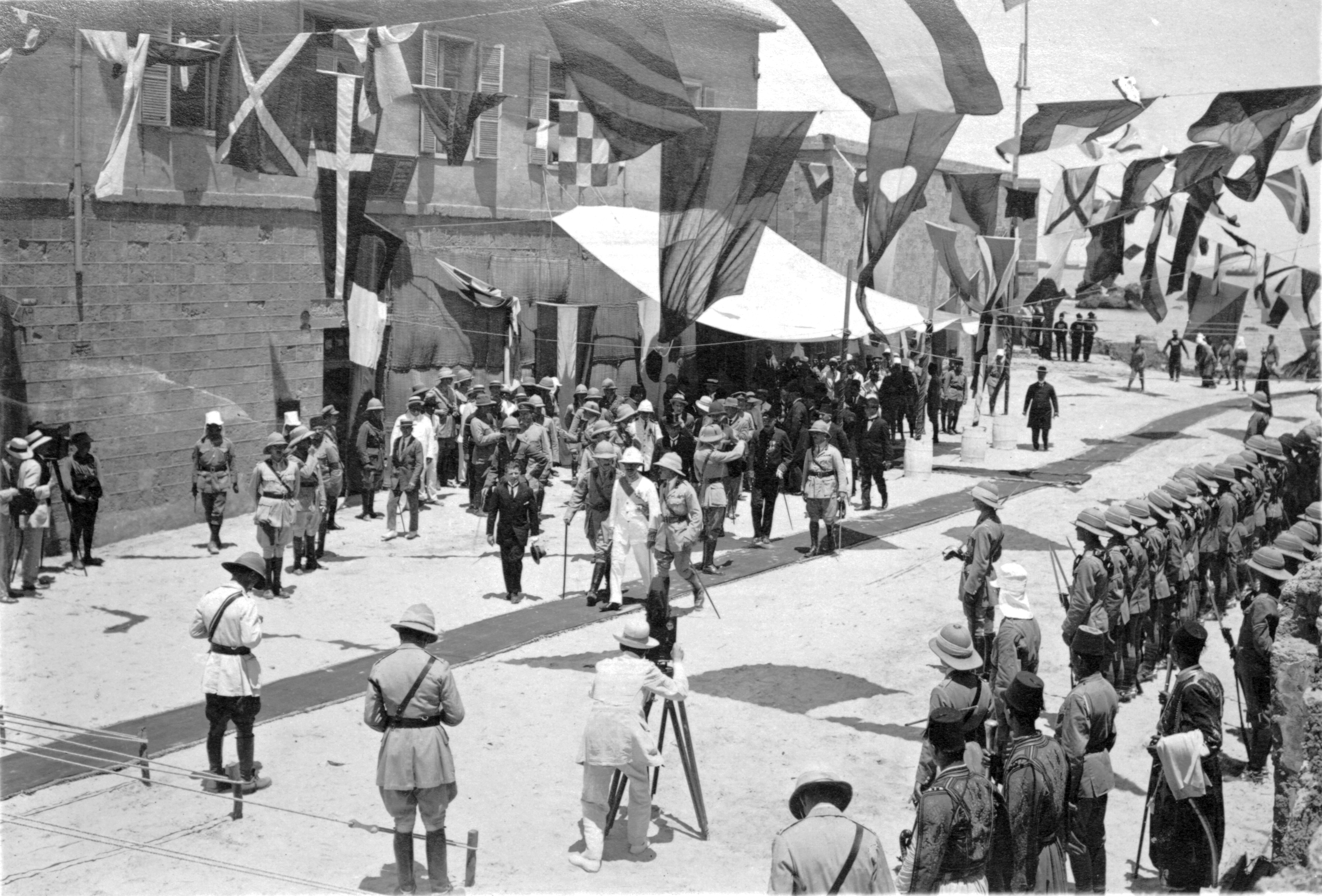
Herbert Samuel, a mandátum alatti Palesztina első főbiztosának odaérkezése 1920 júliusában

Több történész a zavargásokban látja annak a brit döntésnek az egyik okát, hogy Palesztinában polgári igazgatással helyettesítse a katonait. Tom Segev ezt a „zavargások keltette sokk” következményeként magyarázza és azzal, hogy Háim Weizmann ezeknek közvetlen tanúja volt. Howard Sachar szerint a katonai igazgatás elleni vádak a brit közvéleményben keltette sokk volt az, amely Londont arra késztette, hogy április 29-én bejelentse a változtatást.

### A palesztin nemzet eszméjének megjelenése
1920 előtt egy arab nemzet eszméjéről lehet beszélni. Képviselői egy Palesztinát is magában foglaló Nagy Szíria eszméjét hangoztatták. Ennek ellenére 1920 első hónapjaiban különálló palesztin nemzet eszméje kezdett kirajzolódni, amely független Palesztináért küzdött. Júliusra ez az ideológiai változás teljes volt.
A jeruzsálemi zavargások nem egyedül váltották ki ezt a fejlődést. Benny Morris szerint egyéb tényezői: „híresztelések egy britellenes felkelésről, amely nem valósult meg”, „Amin al-Huszeini elmenekülése”, „a brit mandátum jóváhagyása San Remóban”, „a részben a zavargások okozta polgári igazgatás felállítása” és „a Fejszál-kormány kiűzése Damaszkuszból”. Augusztusban Musza al-Huszeini ezt mondta kollégáinak: „Most, a Damaszkuszban nemrég történtek után mélyen át kell értékelnünk terveinket e föld tekintetében. Dél-Szíria nem létezik többé. Palesztinát kell védenünk.”

### A zsidó–arab viszony
A zavargások után a zsidók és arabok közötti viszony jelentősen megromlott. Neil Caplan kihangsúlyozza a zsidók „erkölcsi iszony[át] a zsidó vért ontó kezek iránt”. Incidensekről és feszültségekről ír, például arról, hogy Menáhem Usziskin nem akart kezet fogni Kamil al-Huszeinivel, Jeruzsálem muftijával egy, a kormányzó házában tartott találkozón, vagy arról, hogy az igazgatás zsidó és arab alkalmazottai nem néztek egymás szemébe.
A palesztinai zsidók az eseményeket két nemzet közötti konfliktusként ítélték meg. A zavargások után több újságcikk jelent meg ennek értelmében a Háárec újságban. Joseph Klausner ezt írta:

„Az arabok nagyon is tévednek, ha úgy képzelik, hogy háborúra provokálhatnak minket, és hogy könnyen győznének, mert kevesen vagyunk. A mi hadjáratunk magában foglalná az egész világban élő 13 millió zsidót. És mindenki tudja, hány államfő, hány politikai döntéshozó, hány nagyon bölcs, nagyon gazdag és nagyon befolyásos személy van Európában és Amerikában a mi oldalunkon.”

Walter Laqueur amerikai történész úgy véli, hogy az 1920-as, majd az 1921-es, a már brit mandátum alatti Palesztinában történt zavargások gyökeres változást okoztak abban, ahogy a cionisták az arabokkal való viszonyt látták. Példaként hozza fel a Weizmannhoz közel álló David Eder magatartását, aki akkoriban „a cionista szervezet diplomáciai képviselőjé”-nek a szerepét töltötte be. Az események előtt ő úgy látta ezt a viszonyt mint „az arabokkal való közreműködés[t] zsidó nemzeti haza integrálása céljából a Közép-Kelet arab államainak szövetségébe”, azt állítva, hogy „a zsidóknak nem kell elválniuk az araboktól; nem kell, hogy Tel-Aviv a zsidó kivételezettség szimbóluma legyen; a zsidóknak az arab világot egységében kell kezelniük [és] ugyanazt a tiszteletet nyilvánítaniuk az arab nemzeti törekvések iránt, mint amelyet a sajátjai iránt kérnek”. A zavargások után véleménye megváltozott. A vizsgáló bizottság előtt azt jelentette ki, hogy „csak egy nemzeti haza létezhet Palesztinában, egyenlők közötti partnerség nélkül, csakis a zsidók elsőbbségével, amint számuk elegendően nagyra nő.”
A meghozandó válaszlépések kérdése vita tárgya volt a cionista vezetők körében. Egyesek katonai szervezet megalkotásának hívei voltak, mások úgy tartották, hogy ez véres összecsapásokhoz vezetne, amit ki akartak kerülni.

### Zsabotyinszkij peremre szorítása
Zsabotyinszkij elégedetlen volt a kiszabadításáért tett erőfeszítések mértékével. Azt kérte, hogy a kiszabadítása legyen „azonnali” és „látványos”, és hogy a zavargókat és a felelős brit tiszteket büntessék meg. Azt kérte a Cionista bizottságtól, hogy teljes szolidaritást vállaljon vele és mondjon le, ha a britek nem teljesítik feltételeit. A bizottság ezt visszautasította, attól tartva, hogy a britek nem fogják ezeket elfogadni, és akkor le kellene mondania. Erre Zsabotyinszkij nyílt levelet intézett az összes palesztinai zsidóhoz, amelyben ez állt:

„Semmi sem lesújtóbb és megalázóbb, mint az, hogy az ember börtönben legyen amiatt, hogy olyan közösséget szolgált, amely elfelejtette. [...] Persze, ti minden rólunk szóló cikket elolvastok. Persze, ti veszitek a fényképeinket és küldtök nekünk hébe-hóba egy-egy táviratot. De ti jól tudjátok, hogy mindez hiábavalóság. Valójában lemondtatok a harcról.”

A cionista vezetés veszélyesként ítélte meg Zsabotyinszkij hozzáállását. Egyike azoknak, akik részt vettek vele együtt a jeruzsálemi „védelmi csoport” megszervezésében, ezt írta neki:

„Nincs jogunkban ilyen kritikus órában lenézni vezetőinket és intézményeinket, akkor sem, ha vezetőink és intézményeink nincsenek a helyzet magaslatán. [...] Nincs jogunkban lehangoltságot kelteni a tömegekben, anarchiát propagálni, a kétségbeesés magvát elhinteni és, ami még rosszabb, illúziókat kelteni.”

Hájm Weizmann és David Eder még Zsabotyinszkij mentális egészségében is kételkedtek. Weizmann dühös lett, amikor megtudta, hogy volt egy terv a börtön megtámadásával kiszabadítani, azt mondva, hogy ez „Zsabotyinszkij diktatúrájának kezdetét jelenthetné”. Ezt írta:

„A Sion magasságából harcra fogja buzdítani a zsidókat a hűtlen Albion, Herbert Samuel [és] a cionista szervezet ellen, aki elárulta a zsidókat stb., stb. Ez a nehézkes, kalandor és hamisan hősi demagógia visszataszító és értéktelen. Mögötte minden kétségen kívül kicsinyes elemi ambíciók rejtőznek.”

Ezek után, bár a csoportja főszervezője volt, Zsabotyinszkijnak és embereinek nem jut majd egyetlen funkció sem a majdani zsidó hadseregben, a Haganában.

### A Hagana létrehozása
A Hagana magja az 1920 februárjában Zsabotyinszkij által szervezett csoport. Egyébként több történész Haganának nevezi ezt a csoportot, bár akkor még nem ez volt a neve. Attól tartva, hogy ugyanolyan típusú incidensek ismétlődhetnek meg, mint 1920 áprilisában, a cionista vezetők elkezdték ezt a magot egy, a palesztinai zsidók közös védelmi szervezetévé fejleszteni.
Júniusban az ennek a témának szentelt első gyűlés keretében, amikor Zsabotyinszkij még börtönben volt, megvitatták, hogy milyen felügyelet alatt legyen a katonai szervezet. A Hasomer, egy régebb óta létező zsidó településeket védő szervezet képviselői szerint a Hagana független kellett volna legyen, minden felügyelet nélkül, de az Eliahu Golomb, a Zsidó légió egyik volt katonája vezette csoport a cionista vezetés polgári felügyeletét támogatta a Hagana felett.
Zsabotyinszkijnak más véleménye volt. Kiszabadulása után azt javasolta, hogy, mint előbb a Zsidó légió, a Hagana brit felügyelet alatt legyen és részét képezze a mandátum rendszerének, mert ha törvénytelen és titkos, akkor nem lehet megfelelően felszerelni és kiképezni.
1920 decemberében a cionista vezetés elhatározta, hogy létrehozza a Hisztadrut Hagana (’védelmi szervezet’) nevű csoportot a Hisztadrut néven ismert ugyanabban az évben létrehozott baloldali cionista szakszervezet felügyelete alatt.

### Közvetlen források
- (angolul) Caplan, Neil. Palestine Jewry and the Arab Question, 1917-1925 (A palesztinai zsidóság és az arab kérdés). Routledge, 1978. ISBN 978-0-7146-3110-3 (Hozzáférés: 2024. május 16.)
- (angolul) Fieldhouse, David. Western Imperialism in the Middle East 1914-1958 (Nyugati imperializmus a Közép-Keleten). Oxford University Press, 2006 (Hozzáférés: 2024. május 16.)
- (angolul) Goldstein, Yaakov. From Fighters To Soldiers. How the Israeli Defense Forces Began (Harcosokból katonák. Az izraeli védelmi erők kezdete). Sussex Academic Press, 1998. ISBN 978-1-902210-01-8 (Hozzáférés: 2024. május 16.)
- (angolul) Karsh, Efraim. The Arab-Israeli Conflit. The Palestine War 1948 (Az arab–izraeli konfliktus. A palesztinai 1948-as háború). Osprey Publishing, 2002
- (angolul) Katz, Samuel. Battleground: Fact and Fantasy in Palestine (Harcmező: ténuyek és fantázia Palesztinában). Taylor Productions, 2002, ISBN 978-0-929093-13-0
- (angolul) Khalidi, Rashid. The Iron Cage: The Story of the Palestinian Struggle for Statehood (A vasketrec. A palesztin államiságért folytatott harc története). Beacon Press, 2006. ISBN 978-0807003084
- (angolul) Laqueur, Walter. A History of Zionism (A cionizmus története). Schocken Books, 2003. ISBN 978-0-8052-1149-8
- (franciául) Laurens, Henry. L'Orient arabe. Arabisme et islamisme de 1798 à 1945 (Az arab kelet. Arabizmus és iszlamizmus 1798-tól 1945-ig). Párizs: Armand Colin, 1993
- (angolul) Levine, Daniel. The Birth of the Irgun Zvai Leumi – A Jewish Liberation Movement (Az Irgun Cváj Leumi születése. Zsidó felszabadítási mozgalom). Gefen Publishing house, 1991. ISBN 965-229-071-8
- (angolul) Medof, Rafael. Zionists and the Arabs : an American Jewish dilemma 1898-1948 (Cionisták és arabok. Egy amerikai zsidó dilemma 1898–1948), Greenwood Publishing Group, 1997
- (angolul) Monk, Daniel. An Aesthetic Occupation: The Immediacy of Architecture and the Palestine Conflict (Esztétikai megszállás. Az építészet azonnalisága és a palesztinai konfliktus). Duke University Press, 2001. ISBN 0-8223-2814-3
- (franciául) Morris, Benny, googlebooks Victimes. Histoire revisitée du conflit arabo-sioniste (Áldozatok. Az arab–cionista konfliktus története más szemszögből). Éditions Complexe, 2003. ISBN 2-87027-938-8 (Hozzáférés: 2024. május 16.)
- (franciául) Pappé, Ilan. La guerre de 1948 en Palestine (Az 1948-as háború Palesztinában). La Fabrique, 2000
- (angolul) Sachar, Howard. A History of Israel. From the Rise of Zionism to our Time (Izrael története. A cionizmus születésétől napjainkig). 3. kiadás. Knopf, 2007 ISBN 978-0-375-71132-9
- (franciául) Schattner, Marius. Histoire de la Droite israélienne : de Jabotinsky à Shamir (Az izraeli jobboldal története. Zsabotyinszkijtól Samirig). Éditions Complexe, 1999. ISBN 2-87027-384-3 (Hozzáférés: 2024. május 16.)
- (angolul) Segev, Tom. One Palestine, Complete. First Holt Paperbacks, 2001. ISBN 978-0-8050-6587-9
- (angolul) Taggar, Yehuda. The Mufti of Jerusalem and Palestine Arab Politics 1930-1937 (A jeruzsálemi mufti és a palesztinai arab politika 1930–1937). Garland, 1986; a doktori disszertáció eredetija: The Mufti of Jerusalem and Palestine Arab Politics 1930-1937. Londoni Egyetem, 1973 (Hozzáférés: 2024. május 16.)
- (franciául) Weinstock, Nathan. Terre promise, trop promise. Genèse du conflit israélo-palestinien (1882-1948) (Túl sokat ígért ígéret földje. Az izraeli–palesztin konfliktus keletkezése). Odile Jacob, 2011

### Közvetett források
- (angolul) Al-Szakakini, Khalil. Such Am I, Oh World!: Diaries Of Khalil Al-Sakakini. Jeruzsálem: Keter, 1990
- (angolul) Storrs, Ronald. Orientations. London: Ivor Nicholson & Watson, 1937 (Hozzáférés: 2024. május 16.)

## Fordítás
- Ez a szócikk részben vagy egészben  az   Émeutes de Jérusalem de 1920 című francia Wikipédia-szócikk ezen változatának fordításán alapul.  Az eredeti cikk szerkesztőit annak laptörténete sorolja fel. Ez a jelzés csupán a megfogalmazás eredetét és a szerzői jogokat jelzi, nem szolgál a cikkben szereplő információk forrásmegjelöléseként.